# Tiszadob megállóhely
Tiszadob megállóhely egy Szabolcs-Szatmár-Bereg vármegyei megállóhely melyet a MÁV üzemeltetett. Jelenleg a vasúti forgalom szünetel.

## Vasútvonalak
A megállóhelyet az alábbi vasútvonalak érintik:
- Ohat-Pusztakócs–Görögszállás-vasútvonal

## Kapcsolódó állomások
A vasúti megállóhelyhez az alábbi állomások vannak a legközelebb:
- Reje megállóhely (Ohat-Pusztakócs–Görögszállás-vasútvonal)
- Tiszadada megállóhely (Ohat-Pusztakócs–Görögszállás-vasútvonal)

## Forgalom
A megállóhelyen és az azt érintő vasútvonal egy szakaszán a vasúti forgalom 2009. december 13-a óta szünetel.

## Megközelítése
A megállóhely Tiszadobtól mintegy 2 kilométerre, keletre helyezkedik el, közúti elérése a helyi Vasút útból kiágazó alig 100 méteres önkormányzati úton keresztül lehetséges.